# Покровський Йосип Олексійович
Йосип Олексійович Покровський (7 вересня 1868 року, Чернігівська губернія — 13 квітня 1920, Москва) — російський правознавець українського походження, професор, доктор римського права.

## Життєпис
Народився в родині сільського священика. Навчався у Колегії Павла Ґалаґана, а потім на юридичному факультеті Університету Святого Володимира. У 1898 році захистив магістерську дисертацію «Право і факт у римському праві» (перша редакція опублікована у Відні у 1895 році під назвою «Die actiones in factum des classishen Rechts»), в якій зарпопонував оригінальний погляд на розбіжність між двома видами римських позовів (actiones in factum та injus conceptae) як один із шляхів до вирішення більш загальної задачі — визначення ролі римського претора у ході римської юридичної творчості. Спершу був залишений при університеті для підготовки до звання професора, але потім був відправлений на два з половиною роки до Німеччини. Навчався на берлінському семінарі з римського права, де працював, зокрема, під керівництвом таких найвидатніших спеціалістів, як Генрих Дернбург і Альфред Пернис.
Після повернення з Німеччини викладав у Юр`ївському університеті, де познайомився с М. О. Дьяконовим, В. Е. Грабарем та іншими відомими вченими того часу. У 1902 році захистив у Київському університеті докторську дисертацію «Право і факт у римському праві. Частина II. Генезис преторського права».
З 1903 р. був завідувачем кафедри римського права у Санкт-Петербурзькому університеті, у 1910—1912 роках був деканом юридичного факультету. У 1904 р. опублікував популярний навчальний посібник «Лекции по истории римского права» (тричі перевидавався), у 1909 році  — монографію «Естественно-правовые течения в истории гражданского права». З 1907 р. викладав також на вищих жіночих курсах
Після пропозиції перевестися до Харківського університету (у зв`язку з надмірно ліберальними настроями) у 1912 році, ображений Покровський був вимушений подати до відставки. Провівши у Петербурзі ще нетривалий час й викладаючи на выщих жіночих курсах й ще в деяких місцях, він вирішив переїхати до Москви, де певний час викладає у Московському комерційному інституті і Університеті Шанявського. У 1913 році було вперше видано його фундаментальна «Історія римського права» (перевидання 1915, 1917 та після 1991).
У цей же ж період Покровський набуває відомості й як цивіліст — у 1913 році він надрукував брошуру «Абстрактна і конкретна людина перед лицем цивільного права».
У 1917 році видаються «Основні проблеми громадянського права» — найважливіший твір усієї спадщищи Й. О. Покровського, який торкається найважливіших аспектів розвитку цивілістичної науки на початку 20-го ст. Твір було орієнтовано не тільки на професійних юристів, але й адресовано широкому загалу читачів, тому він написаний скоріш в публіцистичній, аніж в академічній манері. 

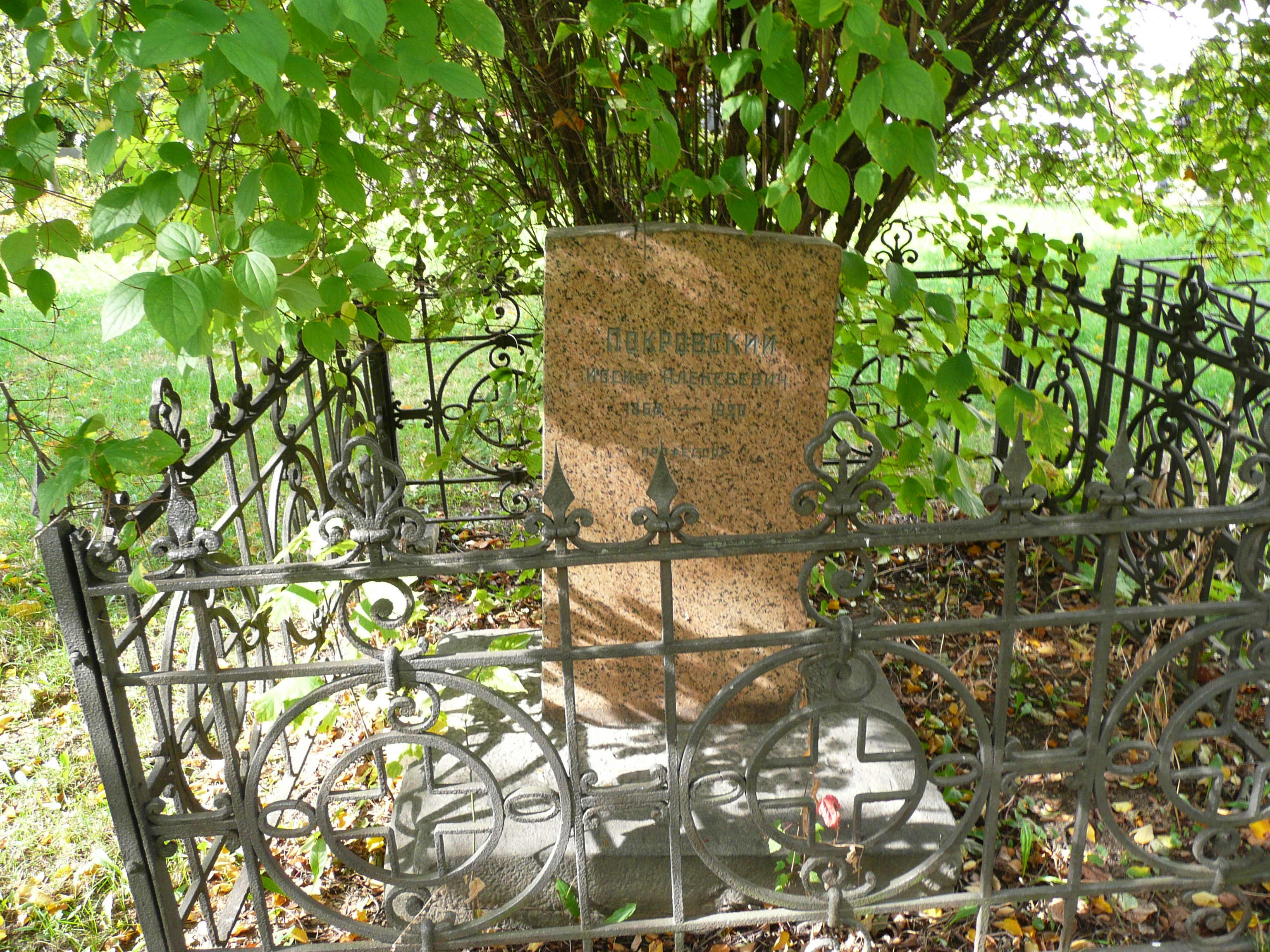
Могила Покровського на території Новодівочого монастирю.

Після революції 1917 року Покровський повернувся до Петербургу, але взяв участь лише в одному засіданні юридичного факультету 15 травня 1917 року й незабаром був вимушений знову переїхати до Москви. З 1917 року й до кінця життя був професором Московського університету. У 1918 р. написав статтю «Перуново закляття» для антибільшовистського збірника «Из глубины».
З 1917 року Й. О. Покровського починають мучити приступи астми, які були підсилені важким матеріальним становищем і переживаннями у революційні роки, 13 квітня 1920 року він помер від чергового нападу.

## Основні праці
- Покровский И.А. Роль римского права в правовой истории человечества и в современной юриспруденции.. — 1894. — Т. 3. — С. 1—30.
- Покровский И.А. Die actiones in factum des classischen Rechts. // Zeitschrift der Savigny- Stiftung für Rechtsgeschichte. — 1895. — Т. XVI. — С. 7—104.
- Покровский И.А. Желательная постановка гражданского права в изучении и преподавании. Вступ. лекция пр.-доц. И. Покровского. // Университетские известия. — Киев : Тип. имп. Ун-та св. Владимира, 1896. — Т. 12. — С. 16—32.
- Покровский И.А. Лекции по истории римского права, читанные в осеннем семестре 1897 г. И. А. Покровским, приват-доцентом Ун-та св. Владимира. — Киев : Изд. студентов Н. Болотина, Гадасевича, Москвера [и др.], 1897.
- Покровский И.А. Ч. 1. Право и факт как материальное основание исков (Actiones in jus и in factum conceptae) // Право и факт в римском праве. — Университетские известия. — Киев : Тип. имп. Ун-та св. Владимира, 1898. — Т. 4, 5. — С. 1-52, 53-145.
- Покровский И.А. Основные вопросы владения в новом германском уложении // Вестник права. — Киев : Тип. имп. Ун-та св. Владимира, 1899. — Т. 1. — С. 92—120.
- Покровский И.А. Ответ г. Б. В. Никольскому. По поводу рецензии г. Никольского на мое сочинение «Право и факт в римском праве» // Журнал Министерства Народного Просвещения. — Киев : Тип. имп. Ун-та св. Владимира, 1899. — Т. март. — С. 190—201.
- Покровский И.А. Возмещение вреда и разложение его. Дилеммы современного гражданского права в области ответственности за вред и убытки. Доклад в Киевском юридическом обществе. // Вестник права. — 1899. — Т. 9. — С. 1—39.
- Покровский И.А. Программа лекций по истории римского права И. А. Покровского. — Киев, 1899.
- Покровский И.А. Программа лекций по системе римского права. Вещное право. — Киев, 1900.
- Покровский И.А. Справедливость, усмотрение судьи и судебная опека. Дилеммы современного гражданского права в области договоров. — 1901.
- Покровский И.А. Обязательства из деликтов в проекте гражданского уложения. — Киев, 1901.
- Покровский И.А.  — Петроград, 1917. Архівовано з джерела 16 вересня 2016 (в формате pdf на сайте РГБ)
- Основные проблемы гражданского права / Проф. И. А. Покровский. — Петроград : изд. юрид. кн. скл. «Право», 1917. — 328 с.
- Покровский И.А.  — Москва — ISBN 5-89398-015-8. Архівовано з джерела 12 червня 2016
- Покровский И. А. История римского права [Архівовано 7 липня 2016 у Wayback Machine.].
- Покровский И. А. Перуново заклятье [Архівовано 11 листопада 2012 у Wayback Machine.]